# کرویدون
latitudeکرویدونlongitudeکرویدون

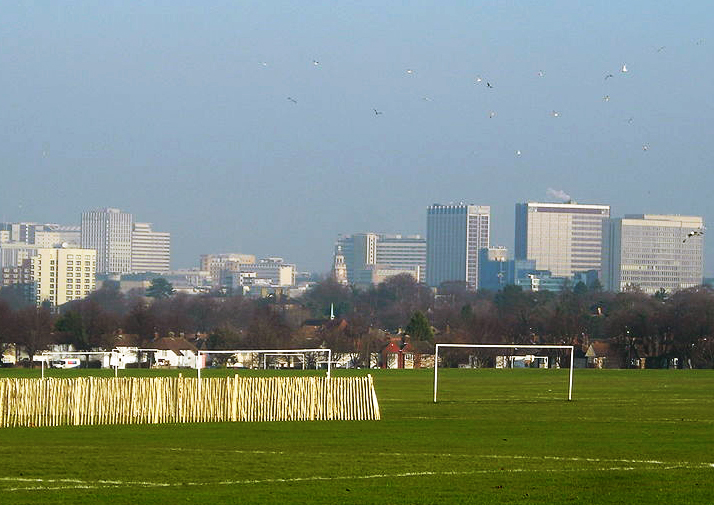

کرویدون ناحیه‌ای در جنوب لندن بزرگ می‌باشد. جمعیت آن ۱۷۳٬۳۱۴ نفر می‌باشد.

## نگارخانه

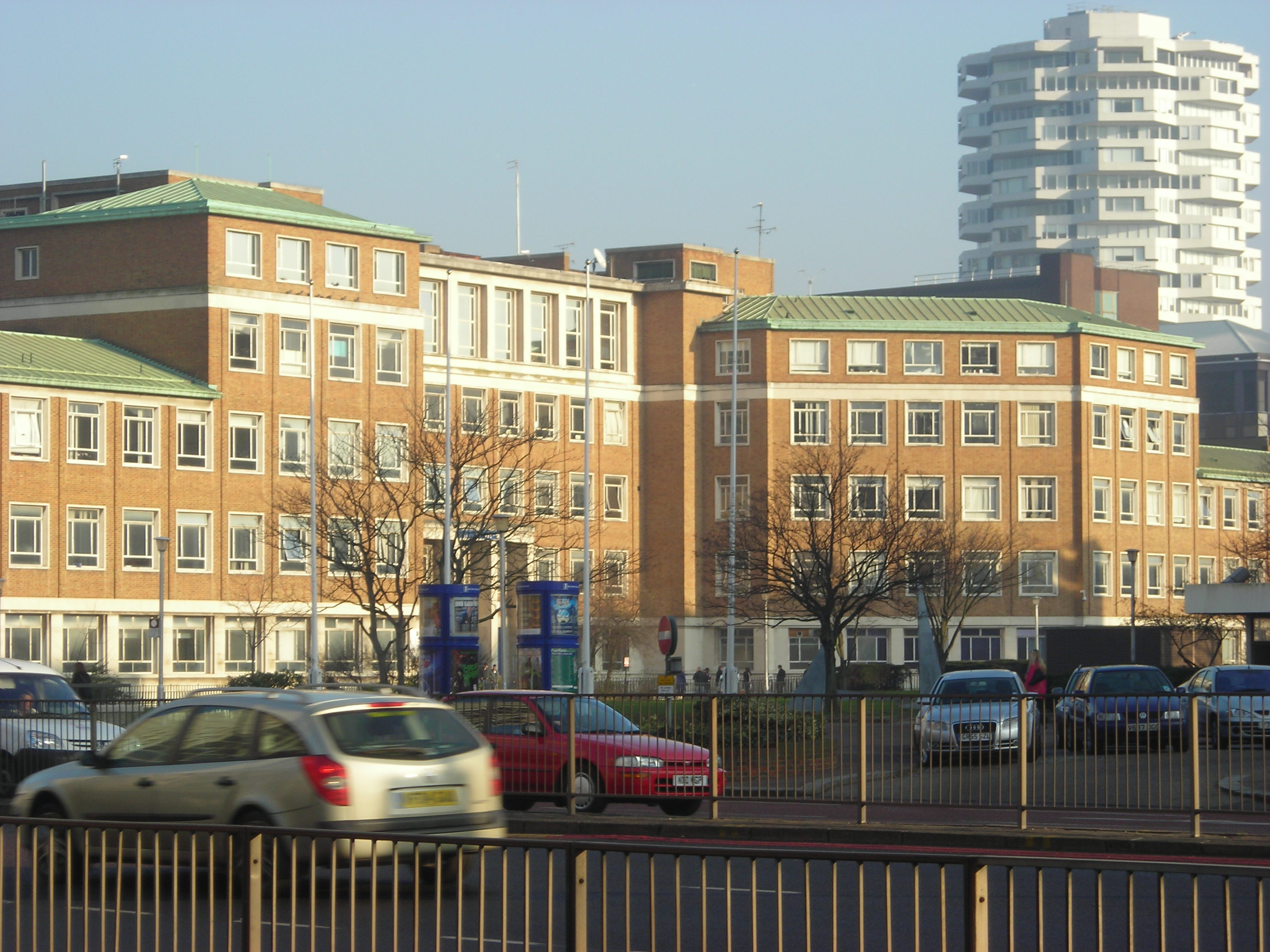
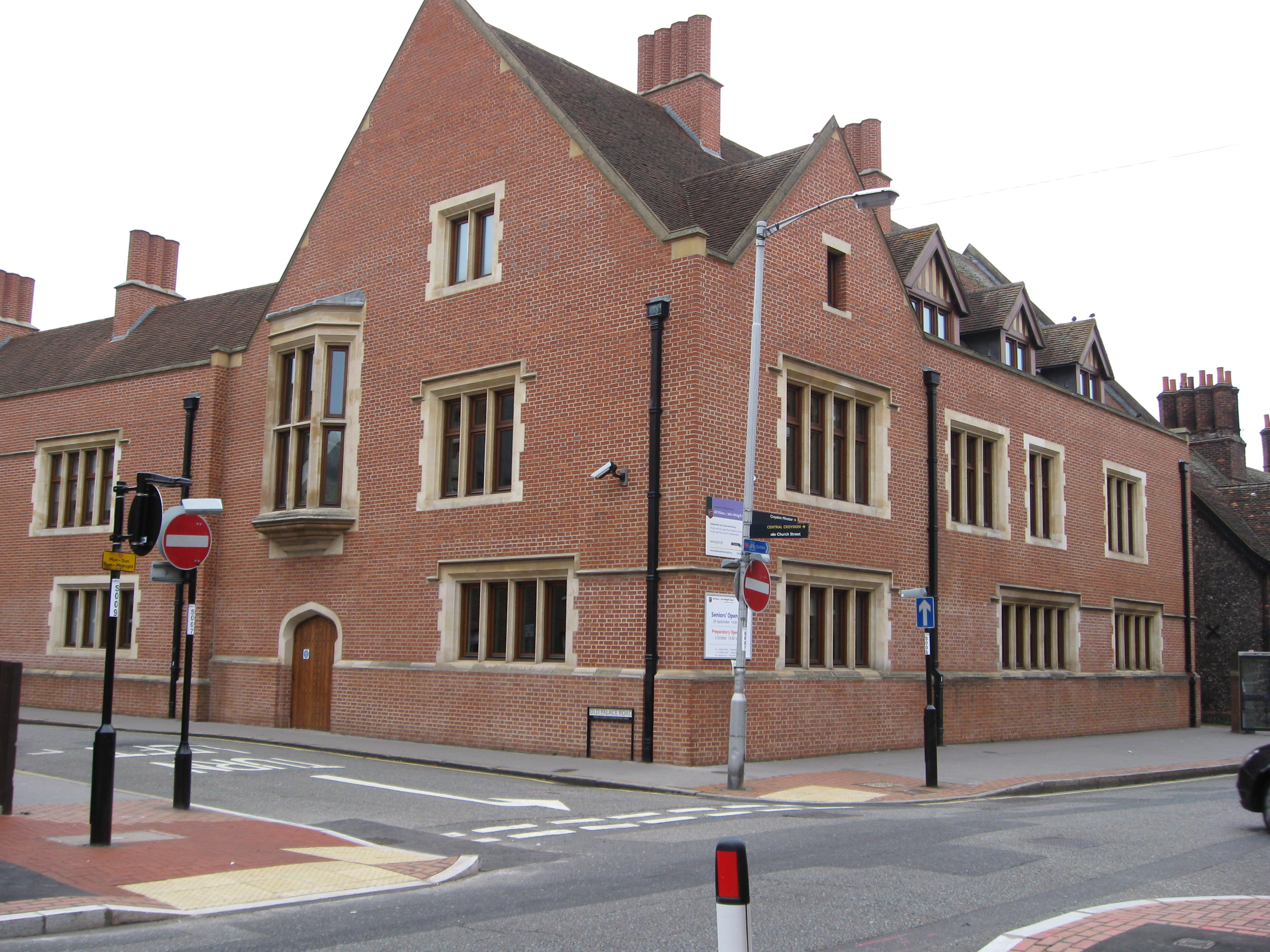